# King Django
King Django, artistnamn för Jeff Baker, född i slutet av 1960-talet i Brooklyn i New York i USA, är en amerikansk reggaeartist och multisysslare inom musikgenrerna ska, rocksteady, reggae, dub, dancehall, hiphop, punk, hardcorepunk, rhythm & blues, funk och soul, samt i viss utsträckning inom traditionell jazz, swing, klezmer, m m. Han är bland annat musiker, sångare, låtskrivare, inspelningstekniker, musikproducent, skivproducent och mentor. Jeff Baker har turnerat i Nordamerika, Europa och Asien. Han är mentor till många yngre musiker. Han leder The King Django Band och Bad Luck Dice och är eller har varit knuten till Stubborn All-Stars, Skinnerbox, Rancid, Murphy's Law, The Slackers, The Toasters, Predator Dub Assassins m.fl.

## Tidiga år
I 15-årsåldern blev Baker professionell programmerare i New York.[källa behövs] Som tonåring lärde han sig också att spela en rad instrument, med trombon som första instrument, och började spela in med en rad olika band. När den brittiska ska revival-rörelsen var som hetast 1979–1982, var King Django en av de första i New York som på ett professionellt plan omfamnade ska-, rocksteady, och tidig reggaemusik. Deejaying och toasting lärde han sig av de jamaicaner som slagit sig ner i New York för att sprida reggae-, dancehall- och toasting-kulturen där. Han har haft som riktmärke att "historisk" musik ska låta som den lät när den var aktuell, minus dålig inspelningsteknik och undermåliga studios.
King Django spelade i början av 1980-talet trombon, sjöng, skrev låtar, presenterade musiker för varandra, spelade in musik, kombinerade och satte ihop gammal musik till ny (sampling, m m), och fick tidigt ett rykte om att vara nyfiken och nyskapande.[källa behövs] Från 1986 turnerade han och spelade in med New York-baserade band som The Boilers och Murphy's Law samtidigt som han var fast medlem av Skinnerbox som blandade ska, reggae, dancehall, funk, punk, hiphop, blues, soul och psykedelisk musik.
År 1992 bildade han Stubborn Records för att släppa Skinnerbox första fullängds-CD Tales of Red. Stubborn Records kom snart att definiera 1990-talets typiska ska-sound från New York.[källa behövs] Skivbolaget är fortfarande aktivt och fortsätter släppa nytt material än idag.[när?] År 1994 samlade han en grupp av musiker under namnet Stubborn All-Stars för en inspelning som gav 4-låtars vinyl-EP: n Old's Cool, släppt på Stubborn Records. Inom två veckor efter lanseringen av detta album, blev han kallad till Prophile Records kontor i New York för att underteckna ett skivkontrakt. Under 1995 och 1996 nådde Stubborn All-Stars – trots att genrerna är ganska smala – ett visst mått av kommersiell framgång med singlarna "Tin Spam" och "Pick Yourself Up", som visades en hel del på MTV.

## Senare år
King Django driver Stubborn Records och har sedan 1997 i källaren i sitt hus i New Brunswick inspelningsstudion Version City studios – musikaliskt hem för Version City Rockers och ett nav för ska-, rocksteady- och reggaescenen i New York.[källa behövs] I augusti 2006 startade King Django de månatliga Version City parties på Knitting Factory i New York. Festerna arrangeras den första lördagen i varje månad.
I slutet av 2011 var Django omskriven för den månadslånga "Echo Mix"-turnén han hade satt ihop tillsammans med tyske musikern Konrad Kuechenmeister och Brian Hill från Regatta 69. I juni samma år begav sig Django till Florida, som har en aktiv reggae-, dancehall och latinoscen, för att genomföra en uppsättning föreställningar och spelningar med flera olika band. År 2012 firade Django 20-årsdagen av sitt oberoende etikettskivbolag Stubborn Records, och dessutom femårsjubileet av sin Version City etikett, som är registrerad i Kingston, Jamaica.
I slutet av 2012 och i början av 2013 tog King Django sitt populära, långvariga NYC Rocksteady och Ska "Version City" Party (aktivt sedan 1997) ut på en första Version City Tour. Django har dragit fulla hus i reggaecentra i Europa, men något annat än enkla reggaelåtar med kärlekstexter, eller artister med efternamnet Marley, brukar inte gå hem i USA.[källa behövs] På 30 dagar spelade han och underhöll live i fullsatta arenor i tio delstater.[källa behövs] Själv spelade han favoritinstrumenten piano och trombon, och med hjälp av bandet The Snails framförde Django ett brett urval av sitt eget material från New York samt ett urval av klassiska reggae-, rocksteady- och skalåtar samt dancehall och lovers rock från 1960-, 1970- och 1980-talens Kingston, Jamaica och Storbritannien. Han har sagt att många unga besökare, som tidigare bara hört Bob Marley och UB40, upptäckte reggaens verkliga bredd, känslomässiga ton och många olika stilar under denna första USA-turné och att fler turnéer genast efterfrågades.[källa behövs]
I februari 2013 bjöds Django in att uppträda i Kingston i Jamaica, av Institute of Jamaica's Jamaica Music Museum. Där framträdde han med Mystic Revelation of Rastafari, Ras Michael, Nambo Robinson, Big Youth, Junior Reid, medlemmar ur The Skatalites och Bongo Herman.[källa behövs]
I maj-juni 2013 ledde Django en andra Version City Tour och avverkade 27 östkuststäder på 25 dagar. Version City Tour 2 innehöll en kompakt och mångsidig kvartett med King Django i sällskap av Brian Hill från Regatta 69 på bas och sång, gitarristen/sångaren John DeCarlo från den Bostonbaserade skagruppen Westbound Train och trumslagaren Anthony Vito Fraccalvieri från de Long Island-baserade banden Broadcaster och Royal City Riot. Beroende på arena och väder varierade showen från 45 minuter till nästan fyra timmar.

## Diskografi

### med Skinnerbox
- Instrumental Conditioning, kassettband 1990
- Now & Then, kassett 1992
- Tales of the Red, CD/kassett (Stubborn), 1993
- "Does He Love You"/"Right Side" 7", singel (Stubborn) 1993
- Sunken Treasure 4-song EP (Stubborn)  1994
- Special Wild 1989-1994 CD (Stubborn) 1996
- What You Can Do, What You Can't (Moon Ska) 1997
- Demonstration full-length CD/CS (Triple Crown Records/Stubborn) 1998

Som medverkande på ska- och andra album med olika artister
- NYC SKA Live LP (Moon) 1991
- Step on a Crack (Sound Views) 1992
- Skarmageddon CD (Moon) July 1994
- Stay Sharp Vol. 2 (Step-1 - England) June 1995
- Skinnerbox, Scofflaws V/A: Joint Ventures of Ska CD (DVS Media) May 1996
- Skinnerbox, Dunia & Django, The Stable Boys, Noah & The Arks, et al. V/A: Roots, Branch & Stem CD *(Stubborn), June 1996
- This Aren't 2-Tone compilation CD (Too Hep) 1996
- Big Skank Theory (1997, Le Silence De La Rue - Frankrike)
- Skankaholics Anonymous (Moon Ska) Apr 1997
- Skinnerbox, Stubborn All-Stars V/A: Give 'Em the Boot (1997, Hellcat)
  - Track 08 - "Does He Love You?"
- Skinnerbox, The Lonely Boys V/A: Who's The Man (Full Stop) 1998
- All Around Massive (Cole Mack) 1998
- Ska, Punk & Disorderly (BANKSHOT!) 1998
- NYC Ska Mob & Friends (Grover - Tyskland) Dec 1998

### Med Stubborn All-Stars
- Old's Cool EP (1994, Stubborn)
- Open Season CD/LP (1995, Another Planet Records 6009)
- Back With a New Batch (November 1997, Triple Crown Records 3003)
- Nex Music (1999, Stubborn)

Compilation appearances
- Spawn of Skarmageddon (1995, Moon Ska Records 058)
  - Track 01 - "Tired of Struggling"
- Ed's Next Move soundtrack CD/CS (1996, Milan Records 35776)
  - Track 04 - "Look Away"
- Rancid with Stubborn All-Stars: Beavis & Butthead Do America soundtrack (1996, Geffen)
  - Track 05 - "I Wanna Riot"
- New York Beat: Breaking and Entering CD (1997, Moon Ska Records 099)
  - Track 20 - "Bald Man Jump"
- Dancin' Mood CD/LP (1997, Triple Crown Records 3002/Another Planet Records 6019)
  - Track 03 - "Dave Helm" / Track 07 - "Citadel"
- Give 'Em the Boot CD (1997, Hellcat Records 80402/Epitaph Records 04022)
  - Track 10 - "Open Season"
- Roots, Branch and Stem: Living Tradition in Ska! CD (1998, Stubborn Records 002)
  - Track 02 - "Tin Spam (Bokkle mix)"
- Somewhere in the City soundtrack CD (1998, Velvel Records 79717)
  - Track 11 - "Tim Spam"
- City Rockers: A Tribute To The Clash CD (1999, Chord Records 030)
  - Track 11 - "Lose This Skin"
- NYC Ska Mob & Friends (December 1998, {Grover Records - Tyskland)

### Övriga album
- King Django: Brooklyn Hangover (2010, Stubborn Records)
- Subatomic Sound System: On All Frequencies (featuring King Django)(Subatomic Sound/ Modus Vivendi / Nomadic Wax) 2007
- King Django: Roots Tonic (Jump Up/Stubborn/Big 8) 2005/2006
- Subatomic Sound System: Lost Hits Vol. 1: Dancehall versus Hip Hop (dancehall remixes with King Django) (Subatomic Sound) 2005
- King Django: A Single Thread (Megalith/Leech) 2004
- V/A: Version City Sessions (Asian Man) 2004
- Sonic Boom Six Through the Eyes of a Child (Rebel Alliance Recordings) 2009
- Version City Rockers: Deeper Roots (Antifaz) 2004
- King Django meets the Scrucialists (2003, Leech/Grover)
- Don Khumalo: De Vuelta al Ska (2001, Stubborn Venezuela)
- King Django: Reason (2001, Hellcat/Epitaph)
- Version City Rockers: Version City Dub Clash (2000, Stubborn/Jump Start)
- Radiation Kings Early Years (1999, Stubborn)
- King Django King Django’s Roots & Culture (1998, Triple Crown)
- The Agents For All The Massive (Radical) Oct 1998
- Rocker T & Version City Rockers Nicer By The Hour (June 1998, Stubborn/December 1998, Grover Records - Tyskland)
- Rocket From the Crypt
- The Usuals At Shirley & Juicy’s (1997, No Idea)
- The Toasters Hard Band for Dead (1996, Moon)
- The Slackers Better Late Than Never (1996, Moon Ska)
- CIV Set Your Goals (1995, Revelation Records/Atlantic)
- Die Monster Die 1995
- Murphy's Law Good For Now EP (1993, We Bite Records)
- Outface Outface (1993, Crisis/Revelation)
- The Boilers Rockin' Steady LP (Oi/Ska - England) 1988

Compilation appearances
- Too True: NY Beat - Hit & Run (1985, Moon)
- The Boilers: Skaface LP (1988, Moon)
- Django and Elwood: Keep the Pressure On (1996, Kingpin Records)
- Castillo y La Rabia: Latin Ska Vol. 2 (Moon) 1996
- King Django, The Demanders, Selika and Django: Version City (Stubborn) Dec 1997
- King Django: Give 'Em the Boot III (2002, Hellcat/Epitaph)
  - Track 17 - "Precipice"
- Version City Rockers: Roots of Dub Funk 3 (Tanty Records) 2003